# Ojo por ojo (telenovela)
Ojo por ojo es una telenovela producida por RTI Televisión para la cadena Telemundo en 2010. basada en la novela literaria Leopardo al Sol de la escritora y periodista colombiana Laura Restrepo, bajo la adaptación del escritor Gustavo Bolívar. Está protagonizada por Gaby Espino, Miguel Varoni, Gregorio Pernía, Carmen Villalobos y Gonzalo García Vivanco y la primera actriz Karina Laverde.
Las grabaciones iniciaron el 4 de agosto de 2010 en Colombia, con locaciones en Bogotá, Girardot y el departamento de La Guajira, donde transcurre gran parte de la historia.
La telenovela ha sido transmitida por Telemundo PR, Televen en Venezuela, Ecuavisa en Ecuador, Teletica en Costa Rica, ATV en Perú, TVN en Panamá, Televicentro Canal 2 en Nicaragua, CityTV en Colombia, y Telemundo en México y Estados Unidos.
La telenovela fue grabada en Colombia, utilizando diferentes locaciones como Bogotá, Girardot, el municipio de Agua de Dios y La Guajira, al norte del país, en donde la historia está basada en hechos reales.

## Historia
El asesinato de Adriano Monsalve a manos de su primo Nando Barragán desata una guerra sin tregua por un arrebato pasional, y convierte a dos familias en enemigas porque "sangre se paga con sangre". Todos los miembros de ambas familias participan en la riña, asesinando a miembros de la familia rival, y se tiemplan mutuamente con una sed de venganza interminable. Así, una cadena de asesinatos marca el presente y el pasado de estos rivales declarados a muerte. El odio se incrementa gracias a la competencia que marcan sus negocios ilegales y los líos del corazón, en una tierra donde la justicia es un derecho de honor.
Su guerra ha sido indiscriminada a nombre de la dignidad y el valor de un apellido, pero cuando Nando descubre que la única mujer que amó ahora es parte de la familia Monsalve, jura recuperarla matando a su esposo, su enemigo y ahora su rival de amor. Así, Many y Nando entran en la pelea por un corazón sin imaginarse que su legado de venganza y odio empieza a derrumbarse cuando dos de sus herederos más jóvenes se enamoran, desafiando las leyes de su propia herencia. Nadia y Arcángel entran en un amor prohibido por las deudas de sangre que separan dos apellidos y unen el deseo de acabar una venganza sin tiempo ni espacio.
Arcángel y Nadia viven su amor, pero la vida les pone muchas dificultades. En una pelea por culpa de la muerte de Narciso Barragán, Nadia deja a Arcángel. Él no acepta esto, así que va a la capital a buscarla, mas es secuestrado por Carrizo, un narcotraficante que tenía tratos con Nando Barragán. Nadia se entera de que está embarazada y busca a Arcángel. Mientras los Barragán y los Monsalve son arrestados, a Nando le llega la noticia del secuestro de su hijo. Arcángel logra escapar de las manos de Carrizo, pero todos piensan que él está muerto. Los Barragán y los Monsalve escapan de la cárcel y Nadia regresa al pueblo, encontrándose con Alina.
La guerra entre ambas familias continúa, hasta que llega un momento en el cual Nando, Alina y Nadia, junto con el resto de los Barragán vivos, se dan por muertos en un ataque hecho por los Monsalve en el cual queman la casa Barragán, y quedan como sobrevivientes "Marcos" y "Magdalena", a quienes los Monsalve sueltan más tarde para que cuenten la historia de cómo su familia perdió la guerra. Severina muere a manos de algunos de familiares de los Monsalve.
Marcos y Magdalena se reúnen con sus familiares en la Guajira y de allí parten a Medio Oriente, donde serían refugiados por Zhamir, tío de Nando. Una vez allá, el hijo de Zhamir piensa que Nando le va a quitar su puesto en los negocios de su padre y notifica a los Monsalve que sus primos están vivos. Los tres Monsalve vivos (Many, Freppe y Tin), junto con Ferneli, el matón de la familia, viajan a Medio Oriente para acabar definitivamente con sus enemigos los Barragán. Una vez allá, los Monsalve entran a la casa de Zhamir y se enfrentan por última vez a los Barragán, decidiendo rodearlos.
Ferneli va tras Alina y Marcos, quienes se encontraban en la habitación de los bebés de Alina y Nando, pero es detenido y asesinado por Nando Barragán. Mientras tanto, Freppe va tras Magdalena, Nadia y Arcángel, hiriendo a este último en la pierna y deja mal herida a Magdalena, tras lo cual comienza a hablar con Nadia acerca de que en la guerra "los Monsalve matamos a los Barragán"; sin embargo, con su último aliento Magdalena responde "Y los Barragán matamos a los Monsalve", asesinando a Freppe de un disparo en la espalda. Por su parte, Tin va tras Nadia y Arcángel, pero es asesinado por ésta, y con sus últimas palabras confiesa que el hijo de ella con Arcángel no está muerto, sino escondido. Al final, Many queda solo contra Nando, y después de hablar sobre la guerra y lo que esta hizo a sus familias, deciden asesinarse el uno al otro.
Tras este último enfrentamiento, los sobrevivientes del mismo regresan a la tierra de la cual habían partido. El hijo de Alina y Many Monsalve creció fuerte y grande, como lo había pronosticado Nando la noche en que él y Many se mataron. Arcángel y Nadia localizaron a su hijo, y así se volvieron una familia feliz. Arcángel y Nadia juntaron a los muertos de ambas familias siguiendo el consejo de Alina, pues según ella, si hacían eso, al llegar sus almas al cielo Dios se confundiría y los perdonaría a todos.

## Elenco
- Gaby Espino - Alina Jericó de Monsalve
- Miguel Varoni - Hernando 'Nando' Barragán
- Gregorio Pernía - Manuel 'Many' Monsalve
- Carmen Villalobos - Nadia Monsalve  de Barragán
- Gonzalo García Vivanco - Arcángel Barragán
- Juan Carlos Vargas - Freppe Monsalve
- Marcelo Cezán - Narciso Barragán
- Manuel José Chaves - Hugo Monsalve
- Ana Soler - Melissa "La Mona" o "La Loca" Barragán
- Oscar Borda - Tin Puyua
- Ramiro Meneses - Holman Fernely
- Sara Corrales - Karina
- Alberto Valdiri - Dr. Miguel Méndez
- Claudia Moreno - Magdalena "La Muda" Barragán
- Inés Oviedo - Milena
- Héctor García - Ramón 'Raca' Barragán
- Linda Baldrich - Lorena
- Karina Laverde - Severina de Barragán
- Ricardo Abarca - Gustavo
- Emerson Yáñez - Simón Ventura "Balas"
- Francisco Bolívar - Marcos Barragán
- Valeria Chagui - María
- Paula Barreto - Melba Foucon
- Roberto Cano - Adriano Monsalve
- Juan Jiménez - Carlos
- Mauricio Mejía - Álvaro
- Julio Pachón - Coronel policía
- Julián Díaz - Humberto Monroy "Cachumbos"
- Julio del Mar - Ito Monsalve
- Natalia Giraldo - Yomaira
- Lucy Colombia Arias - La Bruja Roberta Caracola
- Yeimy Ramirez - Perla
- Herbert King - Coronel Buitrago
- José Luis Paniagua - Maelo
- Carla Ramírez - Soledad Bracho
- Frank Beltrán - Siete Vidas
- Esteban Franco - Víctor Carrizo